# KBC Bank Ireland
KBC Bank Ireland plc — це банк в Ірландії з офісами в Дубліні, Корку, Лімерику, Голвеї та Белфасті.
Створений в 1972 як Ірландський міжконтинентальний банк.
У 1978 KBC Bank, штаб-квартира якого знаходиться в Брюсселі, придбав 75% відсотків.  KBC Bank придбав повний 100%-ний пакет акцій в IIB в 1999 році,  а в 2000 році назва банку змінилася на IIB Bank.  27 жовтня 2008 року, в 30-ту річницю більшості акцій KBC, банк був перейменований на KBC Bank Ireland plc. [джерело?]
KBC Bank Ireland надає широкий спектр банківських послуг, включаючи корпоративний, комерційний та діловий банкінг, приватний банкінг та ринки казначейства та капіталу. Його іпотечний підрозділ, KBC Homeloans, є провідним постачальником іпотечних кредитів в Ірландії. [джерело?]
KBC розпочав функціонування мережі філій у 2012 з подальшою розбудовою у 2014 р.  Це відбувається після виходу Halifax Ireland та Danske Bank з ірландського роздрібного ринку, причому деякі філії розташовані в колишніх місцях розташування цих банків. 
KBC ініціював гучне насильницьке вилучення власності в Строкстоун , в графстві Роскоммон в грудні 2018
У квітні 2021 KBC вступив у переговори з Банком Ірландії про продаж своєї діючої кредитної книги та оголосив про намір вийти з Ірландії. 

## KBC в Ірландії
KBC має понад 1000 співробітників в Ірландії в таких компаніях:
- KBC Bank Ireland plc
- KBC Fund Management [джерело?]